# Трес-Арройос (округ)
Округ Трес-Арройос (ісп. Tres Arroyos) — адміністративно-територіальна одиниця 2-ого рівня у провінції Буенос-Айрес в центральній Аргентині. Адміністративний центр округу — Трес-Арройос (ісп. Tres Arroyos).
Населення округу становить 57110 осіб (2010). Площа — 5861 кв. км.

## Історія
Округ заснований у 1865 році.

## Населення
У 2010 році населення становило 57110 осіб. З них чоловіків — 27720, жінок — 29390.

## Політика
Округ належить до 6-ого виборчого сектору провінції Буенос-Айрес.